# Crato di Hohenlohe-Langenburg
Kraft di Hohenlohe-Langenburg (in tedesco: Kraft Alexander Ernst Ludwig Georg Emich Fürst zu Hohenlohe-Langenburg; Schwäbisch Hall, 25 giugno 1935 – Langenburg, 16 marzo 2004) era il figlio maggiore di Goffredo, principe di Hohenlohe-Langenburg. È stato Principe titolare di Hohenlohe-Langenburg dal 1960 fino alla sua morte.

## Infanzia
Kraft nacque a Schwäbisch Hall in Germania, primogenito di Goffredo, Principe di Hohenlohe-Langenburg (1897–1960) (figlio di Ernesto II, Principe di Hohenlohe-Langenburg e della Principessa Alessandra di Sassonia-Coburgo e Gotha) e di sua moglie, la Principessa Margherita di Grecia e Danimarca (1905–1981) (figlia del Principe Andrea di Grecia e Danimarca e della Principessa Alice di Battenberg) e quindi un nipote del Principe Filippo, Duca di Edimburgo ed un cugino del re Carlo III del Regno Unito. Attraverso entrambi i suoi genitori era discendente della Regina Vittoria e dello Zar Nicola I, attraverso sua madre era un discendente di Cristiano IX di Danimarca.

## Matrimonio
Kraft sposò il 5 giugno 1965 a Langenburg la Principessa Charlotte di Croÿ (nata il 31 dicembre 1938), figlia maggiore del Principe Alexander di Croÿ e di sua moglie, Anne Elspeth Campbell. Divorziarono il 26 maggio 1990 a Crailsheim.
Hanno avuto tre figli:
- Principessa Cécile Marita Dorothea di Hohenlohe-Langenburg (nata il 16 dicembre 1967), ha sposato Cyril Amédéo de Commarque un nipote di Maria Clotilde Bonaparte il 6 giugno 1998, senza figli. Hanno divorziato nel 2008. Si è risposata con Ajoy Mani il 5 agosto 2015.[2]
- Philipp, Principe di Hohenlohe-Langenburg (nato il 20 gennaio 1970), ha sposato Saskia Li Binder il 6 settembre 2003 a Langenburg in Germania, ed ha figli.
  - S.A.S. Principe Ereditario Max Leopold Ernst Kraft Peter di Hohenlohe-Langenburg (nato il 22 March 2005 a Monaco di Baviera)
  - S.A.S. Principe Gustav Philipp Friedrich Alexander di Hohenlohe-Langenburg (nato il 28 gennaio 2007 a Bad Mergentheim)
  - S.A.S. Principessa Marita Saskia Friedelinde Charlotte di Hohenlohe-Langenburg (nata il 23 novembre 2010)
- Principessa Xenia Margarita Anne di Hohenlohe-Langenburg (nata l'8 luglio 1972), ha sposato Max Soltmann il 13 agosto 2005, ha figli:
  - Ferdinand Soltmann (nato il 5 novembre 2005)
  - Louisa Marei Charlotte Soltmann (nata il 6 aprile 2008 a Bad Mergentheim in Germania)

Si sposò la seconda volta con Irma Pospesch (n. 1946) il 22 maggio 1992 a Graz in Austria.

## Principe di Hohenlohe-Langenburg
Alla morte di suo padre nel 1960, Kraft diventò il titolare Principe di Hohenlohe-Langenburg.

## Titoli e trattamento
- 25 giugno 1935 – 11 maggio 1960: Sua Altezza Serenissima, il principe Kraft di Hohenlohe-Langenburg
- 11 maggio 1960 – 16 marzo 2004: Sua Altezza Serenissima, il Principe di Hohenlohe-Langenburg

## Ascendenza
|                                                    |                     |                                             | Genitori                                           |  |  | Nonni |  |  | Bisnonni                                  |  |  | Trisnonni                                   |  |
|                                                    |                     |                                             |                                                    |  |  |       |  |  | Ermanno, Principe di Hohenlohe-Langenburg |  |  | Ernesto I, Principe di Hohenlohe-Langenburg |  |
|                                                    |                     |                                             |                                                    |  |  |       |  |  | Ermanno, Principe di Hohenlohe-Langenburg |  |  | Ernesto I, Principe di Hohenlohe-Langenburg |  |
|                                                    |                     | Principessa Feodora di Leiningen            |                                                    |  |  |       |  |  | Ermanno, Principe di Hohenlohe-Langenburg |  |  |                                             |  |
| Ernesto II, Principe di Hohenlohe-Langenburg       |                     |                                             |                                                    |  |  |       |  |  | Ermanno, Principe di Hohenlohe-Langenburg |  |  |                                             |  |
|                                                    |                     | Principessa Leopoldina di Baden             | Principe Guglielmo di Baden                        |  |  |       |  |  |                                           |  |  |                                             |  |
|                                                    |                     | Principessa Leopoldina di Baden             | Principe Guglielmo di Baden                        |  |  |       |  |  |                                           |  |  |                                             |  |
|                                                    |                     | Principessa Leopoldina di Baden             | Principessa Elisabetta Alessandrina di Württemberg |  |  |       |  |  |                                           |  |  |                                             |  |
| Goffredo, Principe di Hohenlohe-Langenburg         |                     | Principessa Leopoldina di Baden             |                                                    |  |  |       |  |  |                                           |  |  |                                             |  |
|                                                    |                     | Alfredo, duca di Sassonia-Coburgo-Gotha     | Principe Alberto di Sassonia-Coburgo e Gotha       |  |  |       |  |  |                                           |  |  |                                             |  |
|                                                    |                     | Alfredo, duca di Sassonia-Coburgo-Gotha     | Principe Alberto di Sassonia-Coburgo e Gotha       |  |  |       |  |  |                                           |  |  |                                             |  |
|                                                    |                     | Alfredo, duca di Sassonia-Coburgo-Gotha     | Vittoria del Regno Unito                           |  |  |       |  |  |                                           |  |  |                                             |  |
| Principessa Alessandra di Sassonia-Coburgo e Gotha |                     | Alfredo, duca di Sassonia-Coburgo-Gotha     |                                                    |  |  |       |  |  |                                           |  |  |                                             |  |
|                                                    |                     | Granduchessa Marija Aleksandrovna di Russia | Alessandro II di Russia                            |  |  |       |  |  |                                           |  |  |                                             |  |
|                                                    |                     | Granduchessa Marija Aleksandrovna di Russia | Alessandro II di Russia                            |  |  |       |  |  |                                           |  |  |                                             |  |
|                                                    |                     | Granduchessa Marija Aleksandrovna di Russia | Principessa Maria d'Assia e del Reno               |  |  |       |  |  |                                           |  |  |                                             |  |
| Kraft di Hohenlohe-Langenburg                      |                     | Granduchessa Marija Aleksandrovna di Russia |                                                    |  |  |       |  |  |                                           |  |  |                                             |  |
|                                                    | Giorgio I di Grecia | Cristiano IX di Danimarca                   |                                                    |  |  |       |  |  |                                           |  |  |                                             |  |
|                                                    | Giorgio I di Grecia | Cristiano IX di Danimarca                   |                                                    |  |  |       |  |  |                                           |  |  |                                             |  |
|                                                    | Giorgio I di Grecia | Principessa Luisa d'Assia-Kassel            |                                                    |  |  |       |  |  |                                           |  |  |                                             |  |
| Principe Andrea di Grecia e Danimarca              | Giorgio I di Grecia |                                             |                                                    |  |  |       |  |  |                                           |  |  |                                             |  |
|                                                    |                     | Granduchessa Ol'ga Konstantinovna di Russia | Granduca Konstantin Nikolaevič di Russia           |  |  |       |  |  |                                           |  |  |                                             |  |
|                                                    |                     | Granduchessa Ol'ga Konstantinovna di Russia | Granduca Konstantin Nikolaevič di Russia           |  |  |       |  |  |                                           |  |  |                                             |  |
|                                                    |                     | Granduchessa Ol'ga Konstantinovna di Russia | Principessa Alessandra di Sassonia-Altenburg       |  |  |       |  |  |                                           |  |  |                                             |  |
| Principessa Margherita di Grecia e Danimarca       |                     | Granduchessa Ol'ga Konstantinovna di Russia |                                                    |  |  |       |  |  |                                           |  |  |                                             |  |
|                                                    |                     | Principe Luigi di Battenberg                | Principe Alessandro d'Assia e del Reno             |  |  |       |  |  |                                           |  |  |                                             |  |
|                                                    |                     | Principe Luigi di Battenberg                | Principe Alessandro d'Assia e del Reno             |  |  |       |  |  |                                           |  |  |                                             |  |
|                                                    |                     | Principe Luigi di Battenberg                | Contessa Julia von Hauke                           |  |  |       |  |  |                                           |  |  |                                             |  |
| Principessa Alice di Battenberg                    |                     | Principe Luigi di Battenberg                |                                                    |  |  |       |  |  |                                           |  |  |                                             |  |
|                                                    |                     | Principessa Vittoria d'Assia e del Reno     | Luigi IV, Granduca d'Assia e del Reno              |  |  |       |  |  |                                           |  |  |                                             |  |
|                                                    |                     | Principessa Vittoria d'Assia e del Reno     | Luigi IV, Granduca d'Assia e del Reno              |  |  |       |  |  |                                           |  |  |                                             |  |
|                                                    |                     | Principessa Vittoria d'Assia e del Reno     | Principessa Alice del Regno Unito                  |  |  |       |  |  |                                           |  |  |                                             |  |
|                                                    |                     | Principessa Vittoria d'Assia e del Reno     |                                                    |  |  |       |  |  |                                           |  |  |                                             |  |